# Masserberg (gmina)
Masserberg – miejscowość i gmina uzdrowiskowa w Niemczech, w kraju związkowym Turyngia w powiecie Hildburghausen.